# Анжикал
Анжикал (порт. Angical) — муниципалитет в Бразилии, входит в штат Баия. Составная часть мезорегиона Крайний запад штата Баия. Входит в экономико-статистический микрорегион Котежипи. Население составляет 13 716 человек на 2006 год. Занимает площадь 1638,717 км². Плотность населения — 8,4 чел./км².

## История
Город основан 5 июля 1981 года.

## Статистика
- Валовой внутренний продукт на 2003 год составляет 40 311 167,00 реалов (данные: Бразильский институт географии и статистики).
- Валовой внутренний продукт на душу населения на 2003 год составляет 2845,23 реалов (данные: Бразильский институт географии и статистики).
- Индекс развития человеческого потенциала на 2000 год составляет 0,625 (данные: Программа развития ООН).